# São Salvador do Tocantins
São Salvador do Tocantins är en kommun i Brasilien.   Den ligger i delstaten Tocantins, i den centrala delen av landet, 400 km norr om huvudstaden Brasília. Antalet invånare är 2 910.
Omgivningarna runt São Salvador do Tocantins är huvudsakligen savann. Runt São Salvador do Tocantins är det mycket glesbefolkat, med 2 invånare per kvadratkilometer.